# Jean-Pierre d'Abbadie
Jean-Pierre d'Abbadie (né vers 1529 dans le Béarn - mort entre le 18 avril et le 2 juillet 1609, peut-être le 8 mai) est un ecclésiastique qui fut évêque de Lescar de 1599 à 1609.

## Biographie
Jean-Pierre d'Abbadie est issu d'une famille béarnaise. Il est le fils de Bertrand d'Abbadie et de Jeanne de Florence. On ne dispose pas d'information précise sur son éducation mais il est docteur en droit et il a étudié avec ses frères Jean, Pierre et Gassiot à Toulouse et Paris. Il est successivement Maitre des requêtes et conseiller en 1573 au Parlement de Navarre. Comme son père il demeure officier royal et catholique ce qui lui est plus aisé sous le règne d'Henri de Navarre que sous celui de sa mère Jeanne d'Albret. En 1581 il épouse Jeanne de Luger, dame de Saint-Castin ce qui conforte sa position sociale parmi les familles de noblesse de robe du Béarn. Sa sœur Isabelle sera la grand-mère de Pierre de Marca. 
Veuf après 1588 il devient une figure éminente parmi les catholiques du Béarn et effectue plusieurs missions auprès de la cour de France et du roi en 1594 et 1598. Il est nommé évêque de Lescar en 1599 par Henri IV qui voit en lui le meilleur moyen de réaliser sa promesse de 1595 de rétablir le culte catholique dans le Béarn.
Alors qu'il est octogénaire le roi envisage de lui adjoindre un coadjuteur en la personne de Jean de Salette. Le 5 mars 1609, par lettres patentes, Henri IV rétablit l’évêque et le chapitre de chanoines « en ladite église cathédrale Notre-Dame de Lescar, ensemble en leurs maisons canonicalles, apartenances d'icelles, pour y célébrer le service divin ». Jean-Pierre d'Abbadie meurt avant de réintégrer sa cathédrale ; son décès doit se placer entre le 18 avril 1609, jour où il teste, et le 2 juillet suivant, lorsque le siège est déclaré vacant dans une requête. Il lègue dans son testament « à la gleyze catédralle de Lescar, quand le servicy y sera remetut, sa chapelle d'argent ».